# Jan Cholewicz

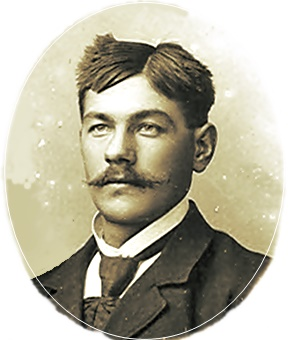
Portret Jana Cholewicza

Jan Cholewicz (ur. 23 marca 1845 r. w Bydgoszczy, zm. 20 marca 1922 r. w Grudziądzu) – powstaniec styczniowy, działacz społeczny, zasłużony mieszkaniec Grudziądza.

## Życiorys
Jan Cholewicz urodził się 23 marca 1845 r. w Bydgoszczy, zmarł 20 marca 1922 r. w Grudziądzu. Jako 18-latek przystąpił do szeregów powstańczych. Walczył w oddziale Stankiewicza w okolicach Łęczycy i Krośniewic. Po upadku powstania przeprowadził swojego komendanta przez granicę pruską, czym ułatwił mu ucieczkę przed wojskami carskimi. Za udział w powstaniu został zesłany na Syberię, skąd po kilku latach udało mu się uciec. Zamieszkał w Toruniu, gdzie przez 20 lat pracował jako szewc. Nie zapomniawszy o uratowaniu życia przed zsyłką na Sybir, komendant Stankiewicz odwiedził go w 1873 r. w Toruniu. 

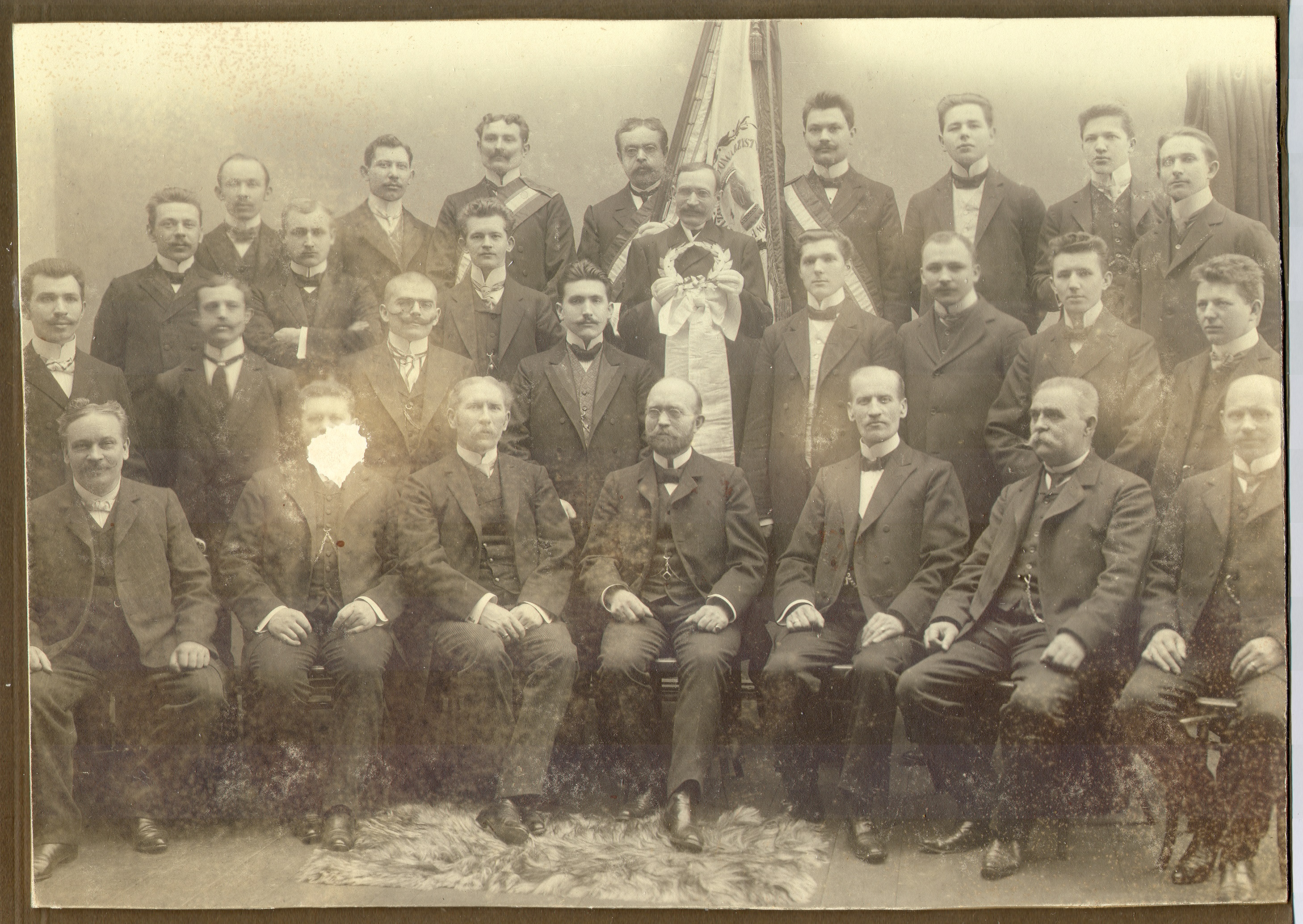
Jan Cholewicz (ze sztandarem) w Towarzystwie Przemysłowym

Pod koniec XIX wieku Jan Cholewicz osiedlił się w Grudziądzu, gdzie pracował w fabryce obuwia Heinricha Pennera. Został członkiem Towarzystwa Przemysłowego, które w czasie zaboru pruskiego pielęgnowało idee patriotyczne. Był ogólnie znaną i szanowaną w mieście osobą. W czasach, kiedy Pomorze pozostawało w zaborze pruskim brał czynny udział we wszystkich wydarzeniach politycznych, będąc potężnym filarem zachowania polskości tych ziem, a w szczególności Grudziądza. Po odzyskaniu niepodległości przez Polskę otrzymywał rentę weterańską. Kilka lat po śmierci, w dniu 23 stycznia 1930 r., został wpisany przez Radę Miejską do Pocztu Zasłużonych Mieszkańców Grudziądza. Jak podaje Stanisław Poręba na łamach „Biuletynu Koła Miłośników Dziejów Grudziądza”, tym samym znalazł się pośród wybranych 15 zasłużonych obywateli miasta, którzy trwale zapisali „swoje nazwiska na kartach dziejów miasta”. 

### Pogrzeb

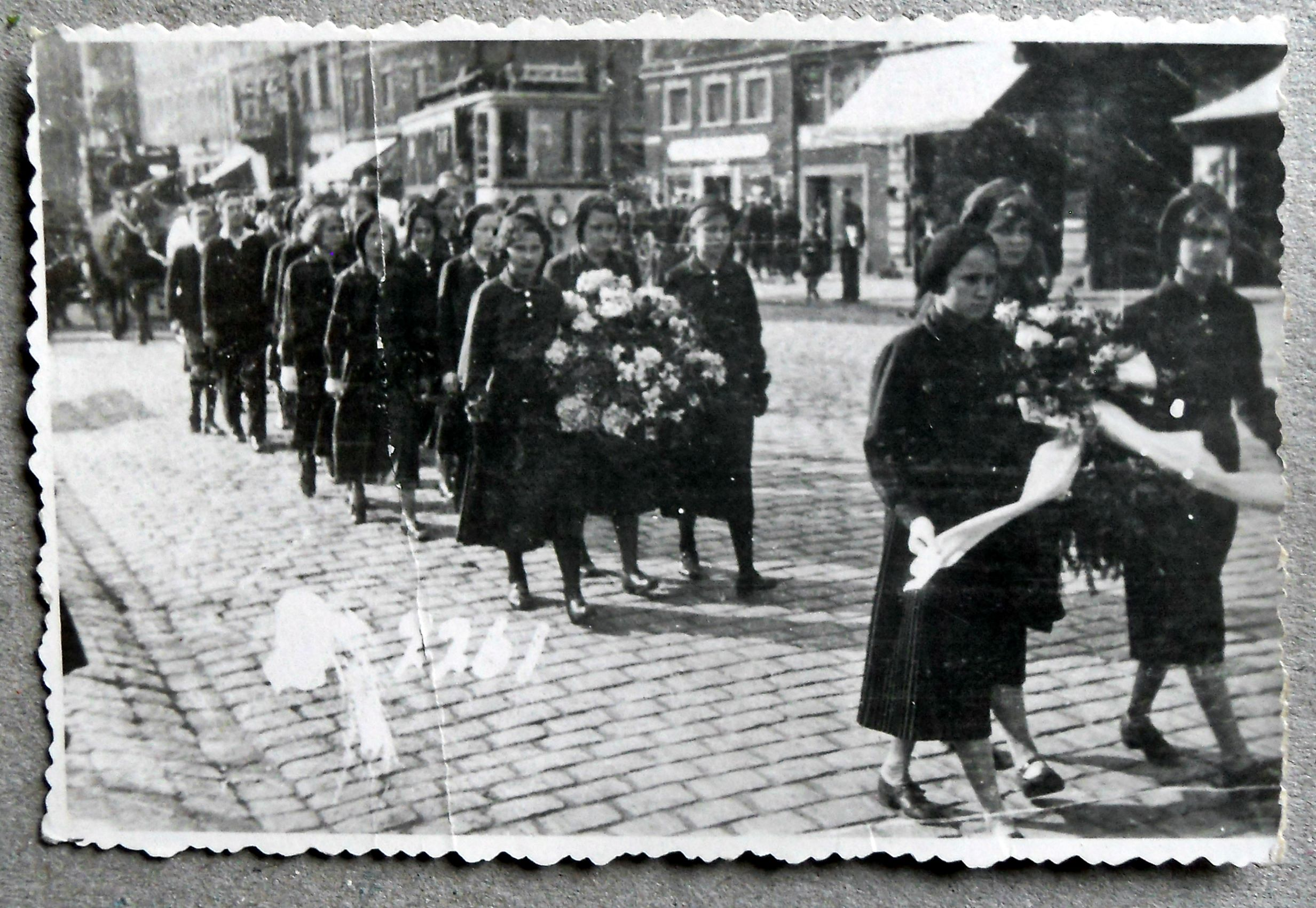
Kondukt żałobny ulicami Grudziądza

Wojsko polskie uczciło 24 marca 1922 r. jego śmierć pogrzebem z honorami. Kondukt pogrzebowy otwierał honorowy pluton piechoty z pełnym rynsztunkiem w stalowych hełmach, za którym szła orkiestra wojskowa. Na wieku trumny leżała szabla i rogatywka wojskowa. Za trumną zmarłego powstańca, spoczywającego na armatniej lawecie ciągniętej przez 6 koni, szedł ks. Proboszcz Dembek w asyście zastępcy kapelana oraz cech rzemieślniczy ze sztandarem. Za trumną postępowała rodzina, prezydent miasta Włodek z urzędnikami, komendant garnizonu płk Ładoś, korpus oficerski, prokurator Wirski, przedstawiciele miejscowej prasy oraz licznie zgromadzeni mieszkańcy. Po wygłoszeniu modlitwy, oddano trzykrotną salwę honorową, a „Mazurek Dąbrowskiego” zakończył uroczystości pogrzebowe. Na cmentarzu przemówił ks. kapelan Skorel oddając cześć zmarłemu i przypominając jego zasługi.

### Nagrobek

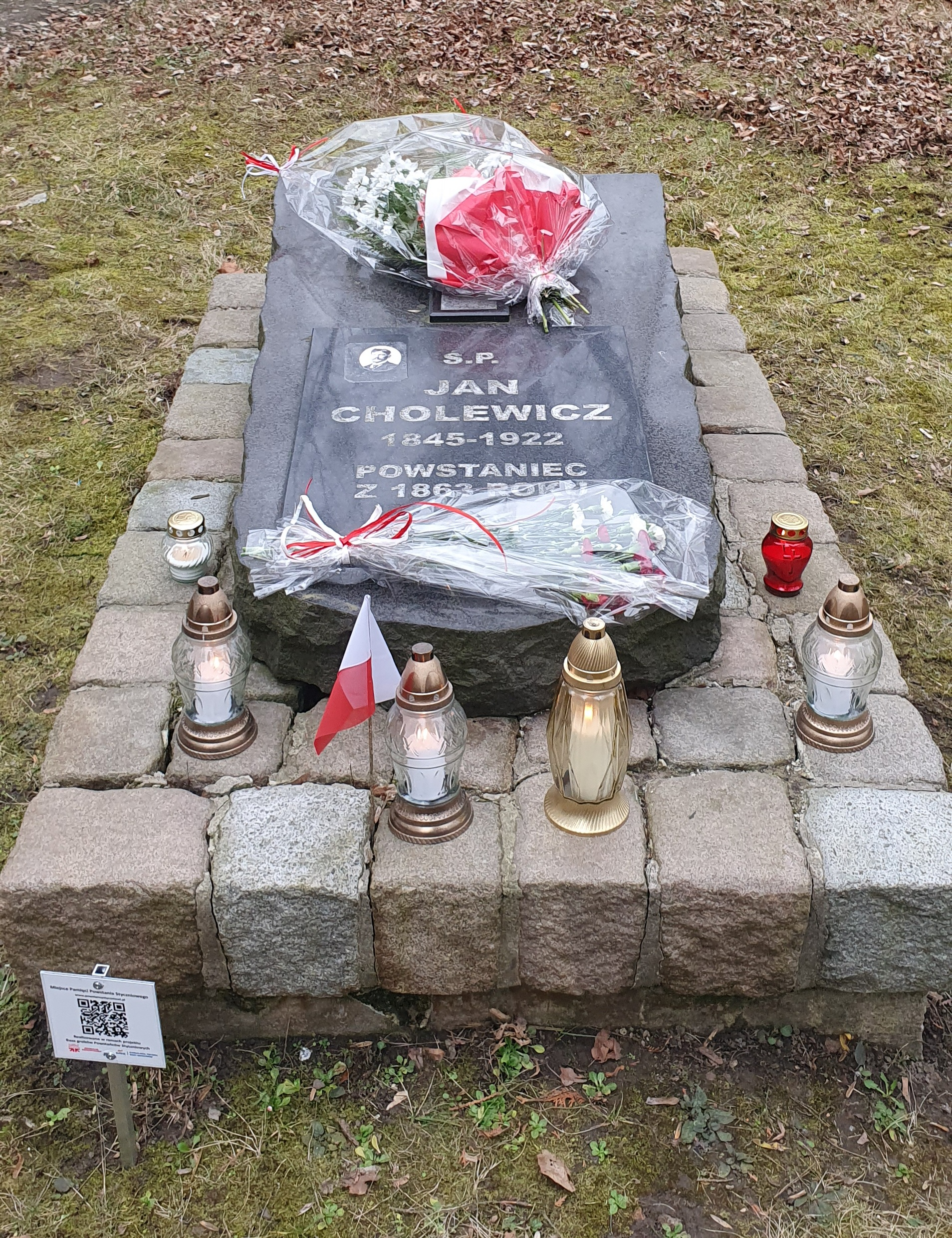
Nagrobek w dniu otwarcia wystawy 23.03.2023

Jan Cholewicz spoczywa na Cmentarzu Garnizonowym w Grudziądzu. Oryginalny nagrobek został zniszczony przez Niemców w okresie drugiej wojny światowej. Odrestaurowano go natomiast w 1982 r. i ponownie w 2011 r. Obecny stan na fotografiach.

## Rodzina
Jego syn Paweł Cholewicz był wieloletnim pracownikiem Drukarni Pomorskiej w Grudziądzu odznaczonym przez Prezydenta Rzeczypospolitej Medalem Zasługi. Jego praprawnuk Krzysztof Maciej Kowalski jest profesorem historii na Uniwersytecie Gdańskim.

## Upamiętnienie
23 marca 2023 r. na Rynku Głównym w Grudziądzu nastąpiło otwarcie wystawy plenerowej „Grudziądzkie ślady Powstania Styczniowego” w 177. rocznicę urodzin powstańca Jana Cholewicza. Organizatorem wydarzenia było Muzeum im. ks. dr. Władysława Łęgi w Grudziądzu.
27 czerwca 2025 nowo wybudowane rondo u zbiegu ulic Karabinierów i Piłsudskiego w Grudziądzu otrzymało imię Jana Cholewicza.